# Luc-Julien-Joseph Casabianca
Pour les articles homonymes, voir Casabianca.
Luc-Julien-Joseph Casabianca, né le 7 février 1762 à Vescovato en République corse et mort le 1er août 1798, est un officier de marine français du XVIIIe siècle.

## Biographie

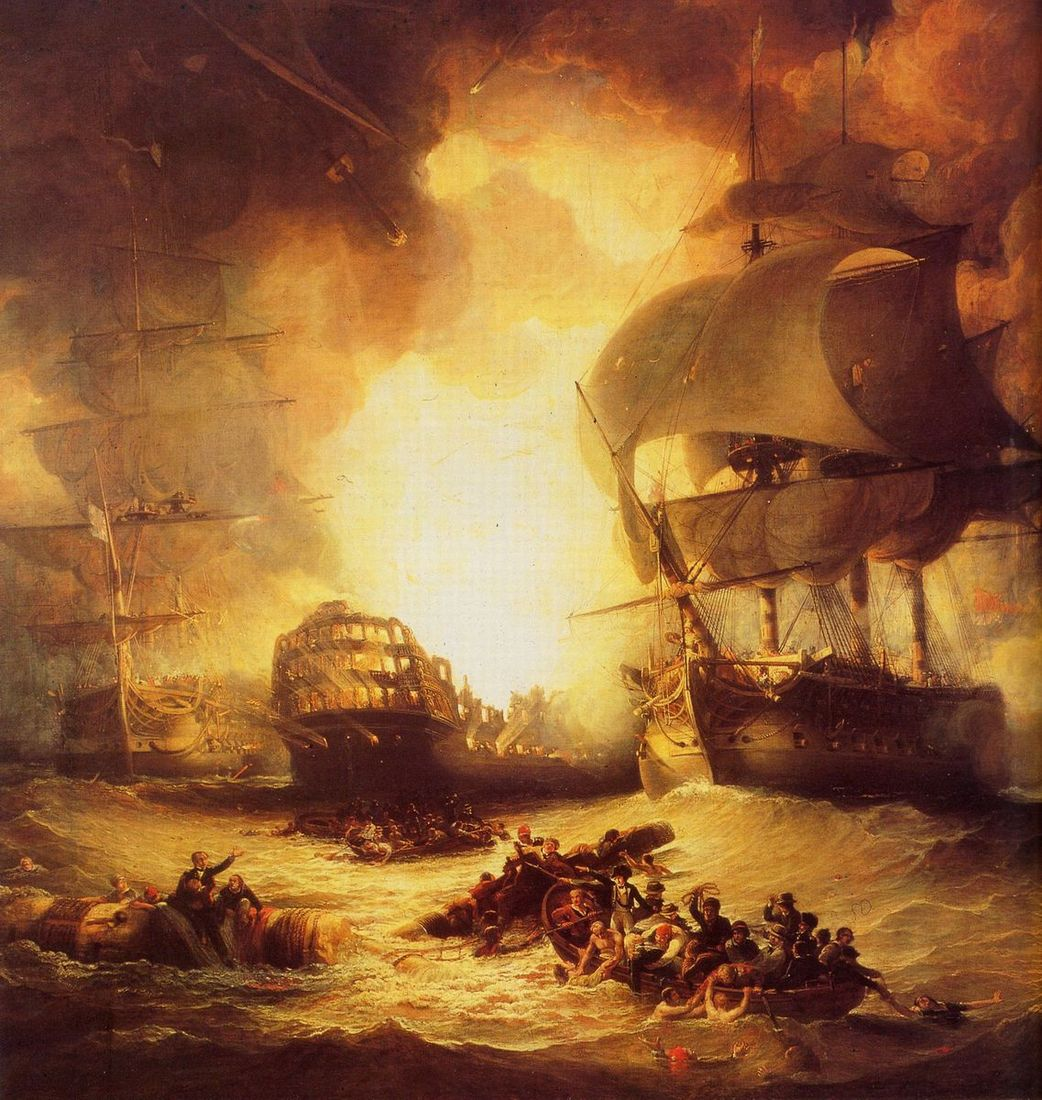
La destruction de L’Orient au cours de la bataille du Nil, 1 août 1798 (1825-1827) par George Arnald, National Maritime Museum, Londres.

Ses nom et prénoms de naissance sont Luce, Quirico de Casabianca ; il a sans doute retiré la particule à la Révolution.
Il se distingue dans la marine royale, est député de la Corse à la Convention, puis devient membre du conseil des Cinq-Cents. Il est le commandant du vaisseau L'Orient, le navire amiral qui emmène Napoléon Bonaparte lors de son expédition en Égypte.
Lors de la bataille navale d'Aboukir du 1er août 1798, où l'amiral Horatio Nelson détruit la flotte française dans la baie d'Aboukir, Casabianca se bat avec héroïsme jusqu'à la mort. Au cours de la bataille, il avait ordonné à Giocante, son fils de 10 ans qui l'accompagnait, de demeurer à un endroit du bateau jusqu'à ce qu'il l'appelle. Alors que le vaisseau est en feu, le garçon, qui ignore la mort de son père, refuse de quitter son poste sans son ordre. L'incendie atteint la poudrière ; l'explosion tue l'enfant ainsi qu'une grande partie de l'équipage et le commandant en chef de la flotte de la Méditerranée le vice-amiral de Brueys.
Son frère, ou son oncle selon les sources, est le général Raphaël de Casabianca. L'animateur de télévision, Raphaël de Casabianca, fait partie de ses descendants.

## Postérité

### Littérature
- Felicia Hemans a fait de la mort de Giocante Casabianca le sujet de son poème Casabianca, qui est un classique de la littérature anglaise dans les classes primaires anglo-saxonnes.

### Hommages
Son nom a été donné successivement à sept bâtiments de la marine nationale française :
- un djerme, voilier armé sur le Nil (1798)
- un aviso à roues à aubes (1859-1877).
- un aviso-torpilleur type d'Iberville (1895-1915)
- un sous-marin de classe 1 500 tonnes Casabianca (Q183) (1936-1952), héros de la libération de la Corse pendant la Seconde Guerre mondiale
- un escorteur d'escadre type T47 (D 631), (1954-1983)
- un sous-marin nucléaire d'attaque type Rubis Casabianca (S603) (1984-2023)
- le 6ème sous-marin nucléaire d'attaque de la classe Suffren devrait porter le nom de Casabianca[5]

Un lycée public de Bastia : le lycée Giocante de Casabianca, porte le nom du fils de l'officier.

## Source
- « Luc-Julien-Joseph Casabianca », dans Adolphe Robert et Gaston Cougny, Dictionnaire des parlementaires français, Edgar Bourloton, 1889-1891 [détail de l’édition].

Cet article comprend des extraits du Dictionnaire Bouillet. Il est possible de supprimer cette indication, si le texte reflète le savoir actuel sur ce thème, si les sources sont citées, s'il satisfait aux exigences linguistiques actuelles et s'il ne contient pas de propos qui vont à l'encontre des règles de neutralité de Wikipédia.